# Õ̂
Õ̂ (minuscule : õ̂), appelé O tilde accent circonflexe, est une lettre latine utilisée dans l’écriture du cicipu et du lyélé. Elle est formée de la lettre O avec un tilde suscrit et un accent circonflexe.

## Utilisation
En cicipu, le o tilde accent circonflexe ‹ õ̂ › peut être utilisé lorsque les tons sont indiqués à l’aide de signes diacritiques, normalement omis dans l’orthographe courante, par exemple dans le dictionnaire cicipu-anglais-hausa de McGill et Yabani de 2015 avec le mot hõ̂i « loin » normalement écrit hõi.

## Représentations informatiques
Le O tilde accent circonflexe peut être représenté avec les caractères Unicode suivants :
- composé et normalisé NFC (latin étendu A, diacritiques) :

| formes    | représentations | chaînes de caractères | points de code | descriptions                                                   |
| --------- | --------------- | --------------------- | -------------- | -------------------------------------------------------------- |
| capitale  | Õ̂               | Õ◌̂                    | U+00D5 U+0302  | lettre majuscule latine o tilde diacritique accent circonflexe |
| minuscule | õ̂               | õ◌̂                    | U+00F5 U+0302  | lettre minuscule latine o tilde diacritique accent circonflexe |

- décomposé et normalisé NFD (latin de base, diacritiques) :

| formes    | représentations | chaînes de caractères | points de code       | descriptions                                                               |
| --------- | --------------- | --------------------- | -------------------- | -------------------------------------------------------------------------- |
| capitale  | Õ̂               | O◌̃◌̂                   | U+004F U+0303 U+0302 | lettre majuscule latine o diacritique tilde diacritique accent circonflexe |
| minuscule | õ̂               | o◌̃◌̂                   | U+006F U+0303 U+0302 | lettre minuscule latine o diacritique tilde diacritique accent circonflexe |